# Festival de Cine de San Juan de Alicante
El Festival de Cine Sant Joan d'Alacant es un festival cinematográfico fundado por el IES Luis García Berlanga en el año 2001, y cuyo actual promotor es el Ayuntamiento de San Juan de Alicante, siendo su sede principal la Casa de la Cultura municipal.
Desde 2016, el Festival de Cine Sant Joan d'Alacant se incluye entre los festivales de cine nacionales seleccionados por la Academia de las Artes y las Ciencias Cinematográficas de España como colaborador de los Premios Goya. 
Asimismo, el Festival ha sido reconocido por la Asociación de la Industria del Cortometraje (AIC) con su certificado de calidad. 

## Historia
Inicialmente denominado como 'Concurso Nacional de Vídeo Sant Joan d'Alacant', el Festival de Cine Sant Joan d'Alacant fue fundado en el 2000 por Juan Ramón Roca, profesor y jefe de estudios del IES Luis García Berlanga, que buscaba crear un punto de encuentro entre obras principalmente estudiantiles, creadas por alumnos de los ciclos formativos de imagen y sonido de toda España.
En 2008, un antiguo alumno de Roca, Javier Ballesteros, inicia un proyecto paralelo al Festival: la Filmoteca de Sant Joan d’Alacant, que cuenta ya con multitud de ciclos temáticos, textos y vídeos originales que han fomentado el interés por el arte cinematográfico en el municipio a lo largo de más de 10 años.
El éxito de la Filmoteca hizo que Roca le confiara a Ballesteros la dirección adjunta del certamen de cortometrajes de 2009 hasta la XI edición de 2011, tras la cual sería designado como director. Ballesteros asume la dirección y prepara la XII edición de 2012 con algunos cambios en el equipo organizativo, nombrando un nuevo comité de selección compuesto por Toni Cristóbal, Antonio Ruzafa y J. M. Trigueros. Al mismo tiempo se compuso un nuevo Jurado y se potenciaron las sinergias con las instituciones formativas y con la industria del cine y cultural.
Junto a la proyección de cortometrajes a concurso, el Festival se ha caracterizado desde sus inicios por contar para su realización con los alumnos de los ciclos formativos de imagen y sonido del IES Luis García Berlanga, situado en la propia localidad, junto a las interpretaciones musicales de la Sociedad Musical La Paz, cada vez más presentes en todas las ediciones. Por su parte, el Ayuntamiento de Sant Joan d'Alacant se ha convertido en el principal promotor del Festival, haciendo posible que el mejor cine corto español llegue cada año envuelto con diversas actividades y actuaciones vinculadas al cine, de tal modo que se ha logrado conformar un estilo propio y una programación de referencia, dentro y fuera del municipio.
Bajo la dirección de Javier Ballesteros y, desde 2017, de Toni Cristóbal, se ha superado la cifra de 1000 cortometrajes inscritos. Es un dato significativo que tanto los creadores como productores y agencias de distribución reconozcan al Festival como una cita de gran relevancia, no sólo en la provincia de Alicante, también a nivel autonómico y nacional.
En 2020, y debido a la expansión y magnitud de la epidemia mundial de Covid-19, la organización del Festival decidió llevar a cabo una edición en formato online por primera vez en su historia. A través de Festhome Tv, se publicó al completo la sección oficial de cortometrajes a concurso que competía en la XX edición del Festival, que estuvo en abierto y dividida en diferentes sesiones del 18 al 24 de mayo, alcanzando más de 1000 horas de visionado en toda España.
En la XXI edición de 2021 se recuperó la presencialidad con las diferentes restricciones que la hicieron posible, siendo uno de los primeros festivales del circuito de 2021 en hacerse siguiendo la nueva normalidad, respetando las medidas de seguridad y de prevención sanitaria establecidas durante la semana del certamen.
Actualmente, entre los nuevos vínculos establecidos, destacan las colaboraciones formativas y de programación aportadas por la productora Marallavi films, los contenidos creados por estudiantes de realización audiovisual del IES Luis García Berlanga, las actuaciones de la compañía Maniquí Teatre, la escuela de danza Naracé y el estudio de interpretación Art Corpore, la participación de diversos proyectos relacionados con la UMH o la cobertura de Alacantí Tv, especialmente a través de su programa 'En ocasiones veo cortos'.

## Palmarés (desde 2010)

### Ficus de Oro Honorífico
Galardón con el que se distingue el trabajo realizado por personalidades relevantes en la historia del Festival de Cine Sant Joan d'Alacant y/o del panorama cinematográfico nacional, que el festival concede desde 2012.
- 2024 - Isabel María Pérez
- 2023 - Domingo Rodes
- 2022 - Pablo Blanco
- 2021 - José Quetglas
- 2019 - Manuel Galiana
- 2018 - Javier Ballesteros
- 2017 - Mariano Sánchez Soler
- 2016 - Paco Huesca García
- 2015 - Antonio Dopazo
- 2014 - Fernando Esteso
- 2013 - Luis Ivars (ex aequo con la Sociedad Musical LA PAZ de San Juan de Alicante)
- 2012 - Juan Ramón Roca

### Ficus de Oro "Sant Joan d'Alacant"
Galardón con el que se distingue al mejor cortometraje de la Sección Oficial.
- 2024 - La noche dentro de Antonio Cuesta
- 2023 - Muerte en Torrevieja de Adriana Arratia
- 2022 - Tótem loba de Verónica Echegui
- 2021 - Europa de Lucas del Fresno
- 2020 - Gastos incluidos de Javier Macipe
- 2019 - Ato San Nen de Pedro Collantes
- 2018 - Domesticado de Juan Francisco Viruega
- 2017 - Vampiro de Álex Montoya
- 2016 - Titán de Álvaro González
- 2015 - Os meninos do rio de Javier Macipe
- 2014 - Foley Artist de Toni Bestard
- 2013 - Mi ojo derecho de Josecho de Linares
- 2012 - Postales desde la luna de Juan Francisco Viruega
- 2011 - El orden de las cosas de César y José Esteban Alenda
- 2010 - Di me que yo de Mateo Gil

### Ficus "Palomitas"
Galardón con el que se distingue al mejor cortometraje local.
- 2024 - Pequeño de Meka Ribera y Álvaro García Company

### Ficus "Gominolas"
Galardón con el que se distingue al mejor cortometraje para todos los públicos.
- 2024 - Felina de María Lorenzo

### Ficus de Plata "Cultura Sant Joan" (extinto)
Galardón con el que se distingue al mejor cortometraje de animación desde 2020.
- 2023 - Sandwich Cat de David Fidalgo
- 2022 - Good Night Mr. Ted de Nicolás Sole
- 2021 - Mad in Xpain de Coke Riobóo
- 2020 - Las Niñas terribles de David Orellana

### Ficus de Plata "Norma 10" (extinto)
Galardón con el que se distingue al mejor cortometraje de animación (2010 - 2019).
- 2019 - La Noria de Carlos Baena
- 2018 - Colores de Arly Jones y Sami Natsheh
- 2017 - Decorado de Alberto Vázquez
- 2016 - Aaran de Jorge Dayas
- 2015 - Tempo Inverso de Gregorio Muro y Mikel Muro
- 2014 - Bitseller de Juanma Sánchez Cervantes
- 2013 - Fuga de Juan Antonio Espigares
- 2012 - Ella de Juan Montes de Oca
- 2011 - Vicenta de Sam Ortí Martí
- 2010 - La sombra del bambú de Francisco Antonio Peinado

### Ficus de Plata "Universidad Miguel Hernández"
Galardón con el que se distingue al mejor cortometraje realizado por alumnos de Escuelas de Cine y Universidades de toda España.
- 2024 - Voyager de Pablo Pagán
- 2023 - Nivel Dios de César Tormo
- 2022 - La perrera de Emilio López Azuaga (Escuela Superior de Cine y Audiovisuales de Cataluña | ESCAC)
- 2021 - La hoguera de Carlos Saiz (EFTI | Centro Internacional de Fotografía y Cine)
- 2020 - Preludi de Adrià Guxens (Escuela Superior de Cine y Audiovisuales de Cataluña | ESCAC)
- 2019 - No me despertéis de Sara Fantova (Escuela Superior de Cine y Audiovisuales de Cataluña | ESCAC)
- 2018 - Fragmentos del Rey desmembrado de Alejandro Miñarro (Escuela: Bande à Part)
- 2017 - Timelapse de Aleix Castro (Escuela: Bande à Part)
- 2016 - Xiaojing y los muros de Barcelona de Ellina Kozulina (Escuela: Bande à Part)
- 2015 - A perro flaco de Laura Ferrés (Escuela: ESCAC)
- 2014 - Última sesión de Ignacio Fuentes (Escuela: Ciudad de la Luz)
- 2013 - Silencios de Toni Sánchez (Escuela: Ciudad de la Luz)
- 2012 - Elefantes sobre una telaraña de Jorge Lareau (Escuela: ESCAC)
- 2011 - Sin palabras de Bel Armenteros (Escuela: ECAM)
- 2010 - Los planes de Cecilia de Belén Gómez (Escuela: ECAM)

### Ficus de Plata "Nos movemos"
Galardón con el que se distingue al mejor cortometraje de temática social desde 2016.
- 2024 - La gran obra de Àlex Lora
- 2023 - Alegre y olé de Clara Santaolaya
- 2022 - La prima cosa de Omar A. Razzak y Shira Ukrainitz
- 2021 - El monstruo invisible de Guillermo y Javier Fesser
- 2020 - 16 de decembro de Álvaro Gago
- 2019 - Tahrib de Gerard Vidal Cortés
- 2018 - Cerdita de Carlota Pereda
- 2017 - The Fourth Kingdom de Adán Aliaga y Àlex Lora
- 2016 - 5 segundos de David González Rudiez

### Ficus de Plata "Amando Beltrán - AMPA IES Luis García Berlanga" (extinto)
Galardón con el que se distinguía al mejor cortometraje realizado por alumnos del IES Luis García Berlanga (2010 - 2016).
- 2016 - (Declarado desierto por el Jurado)
- 2015 - The yellow wallpaper de Alejandro Asensi
- 2014 - Endulzarse de Alejandro Pastor Molina y Tamara Vázquez Guilló
- 2013 - Carne... de Javier Vallejo
- 2012 - Alone in the dark de Alejandro Moreno Selma
- 2011 - Despertar de Enrique Pérez Martínez
- 2010 - Casa cerrada de Rafael Gambín

### Ficus de Plata al mejor cortometraje de la Comunidad Valenciana (extinto)
Galardón con el que se distinguía al mejor cortometraje realizado por cineastas de la Comunidad Valenciana (2010 - 2012).
- 2012 - La victoria de Úrsula de Julio Martí y Nacho Ruipérez
- 2011 - Algo queda de Ana Lorenz
- 2010 - La rubia de Pinos Puente de Vicente Villanueva

### Ficus de Plata a la mejor actriz (extinto)
Galardón con el que se distinguía a la mejor interpretación femenina (2010 - 2017).
- 2017 - Irene Anula por Vampiro
- 2016 - Marta Larralde por Restart
- 2015 - Rosa Belén Ardid por La buena fe
- 2014 - Olaya Martín por Soy tan feliz
- 2013 - Gloria Muñoz por Ahora, no
- 2012 - Kyla Brown por Dicen
- 2011 - Manuela Vellés por El orden de las cosas
- 2010 - Rocío Monteagudo por La Tama

### Ficus de Plata al mejor actor (extinto)
Galardón con el que se distinguía a la mejor interpretación masculina (2010 - 2017).
- 2017 - Jorge Cabrera por Vampiro
- 2016 - Patrick Criado por El aspirante
- 2015 - Luis Bermejo por Todo un futuro juntos
- 2014 - Juli Mira por Última sesión
- 2013 - Iker Lastra por La verdadera revolución
- 2012 - (desierto)
- 2011 - Nélson Landrieu por El tango del Cóndor

### Ficus de Plata a la mejor interpretación
Galardón con el que se distingue a la mejor interpretación (masculina o femenina) desde 2018.
- 2024 - Clare Durant por La noche dentro
- 2023 - Ana Belén Belmonte por Mira niño
- 2022 - Carmen Machi por Mindanao
- 2021 - Manolo Solo por A la cara
- 2020 - Luisa Gavasa por María
- 2019 - Susana Alcántara por Mujer sin hijo
- 2018 - Nacho Sánchez por Domesticado

### Ficus de Plata al mejor guion
Galardón con el que se distingue al mejor guion desde 2014.
- 2024 - Lluís Quílez y Alfonso Amador por La gran obra
- 2023 - León Siminiani por Arquitectura emocional 1959
- 2022 - Julio Mas y Carmen Mas por El silencio en las flores
- 2021 - Belén Sánchez-Arévalo por A la cara
- 2020 - Javier Macipe y David Manjón por Gastos incluidos
- 2019 - Carlos Villafaina por Gusanos de seda
- 2018 - Rodrigo Sorogoyen por Madre
- 2017 - Ray Loriga por Vernon Walks
- 2016 - Jaime Valdueza por Burned
- 2015 - Aitor Arregi y José María Goenaga por Zarautzen erosi zuen
- 2014 - Toni Bestard por Foley Artist

### Ficus de Plata a la mejor dirección
Galardón con el que se distingue a la mejor dirección desde 2014.
- 2024 - José María Flores por La compañía
- 2023 - Margalida Adrover por Vacua
- 2022 - Ana Lambarri por 36
- 2021 - Lucas del Fresno por Europa
- 2020 - Irene Moray por Suc de síndria
- 2019 - Marta Aledo por Seattle
- 2018 - Pau Teixidor por Cunetas
- 2017 - Eugenio Recuenco por Manuscrit trouvé dans l'Oubli
- 2016 - Javier Chillon por They Will All Die In Space
- 2015 - Begoña Soler por La buena fe
- 2014 - Carles Torrens por Sequence